# Crucifix de la galerie des Offices du Maestro del crocifisso Corsi
Le Crucifix de la galerie des Offices du Maestro del crocifisso Corsi  est un crucifix peint a tempera et or sur panneau de bois, réalisé au Trecento, attribué  au Florentin anonyme Maestro del crocifisso Corsi et  exposé depuis 2019 au Musée des Offices.

## Histoire
Le crucifix provient de l'église San Pier Scheraggio de Florence détruite en 1782. il fut transféré aux Offices puis à l'Académie en 1919 où il fut restauré en 1959 par Di Prete qui constata le manque de 30 cm du pied du crucifix arasé sur le soppedaneo.
Il est décrit en italien sur le site du musée comme suit : Cristo morto è raffigurato con il corpo inerte che grava sulle ginocchia flesse.. Sovrasta la croce la figura di un pellicano che nutre i piccoli col suo sangue, allegoria di Cristo, morto per la redenzione dell’umanità.

## Description
Le crucifix peint est conforme aux représentations monumentales du Christ en croix de l'époque post-giottesque, à savoir le Christ mort sur la croix en position dolens (souffrant) : 
- le corps tombant,
- le ventre proéminent débordant sur le haut du périzonium,
- la tête aux yeux clos penchée touchant l'épaule,
- les côtes saillantes,
- les plaies sanguinolentes,
- les pieds superposés.

Plusieurs scènes accompagnent le Christ en croix :
- Le panneau à fond doré des flancs du Christ n'affiche que des motifs géométriques.

Les extrémités rectangulaires comportent plusieurs figures :
- Tabellone du haut en cimaise : L'Allégorie du pélican se sacrifiant pour ses enfants ;
- Titulus à fond rouge rouge aux inscriptions dorées  IHS NAZA/REN (US) REX/IUDEORUM presqu'effacées[1]
- Tabellone de gauche : La Vierge de douleur priant en buste.
- Tabellone de droite : Saint Jean de douleur, les mains croisées.
- Soppedaneo  au pied de la croix : un petit personnage priant à genoux (le commanditaire ?).